# Economía de Benín
La economía de Benín sigue siendo subdesarrollada y dependiente de la agricultura de subsistencia, de la producción de algodón y del comercio regional. El algodón representa el 40 % del PIB y el 80 % de las exportaciones.
El crecimiento anual de la producción era un promedio del 4 % antes de la recesión mundial, pero regresó a estos valores entre 2011 y 2012. La inflación sufrió una caída en años recientes. Con miras a aumentar el crecimiento de su economía, Benín planea atraer más inversión extranjera, poner más énfasis en el turismo, facilitar el desarrollo de nuevas formas de procesar alimentos y productos agrícolas, y fomentar las nuevas tecnologías de información y comunicación.

## Desarrollo económico

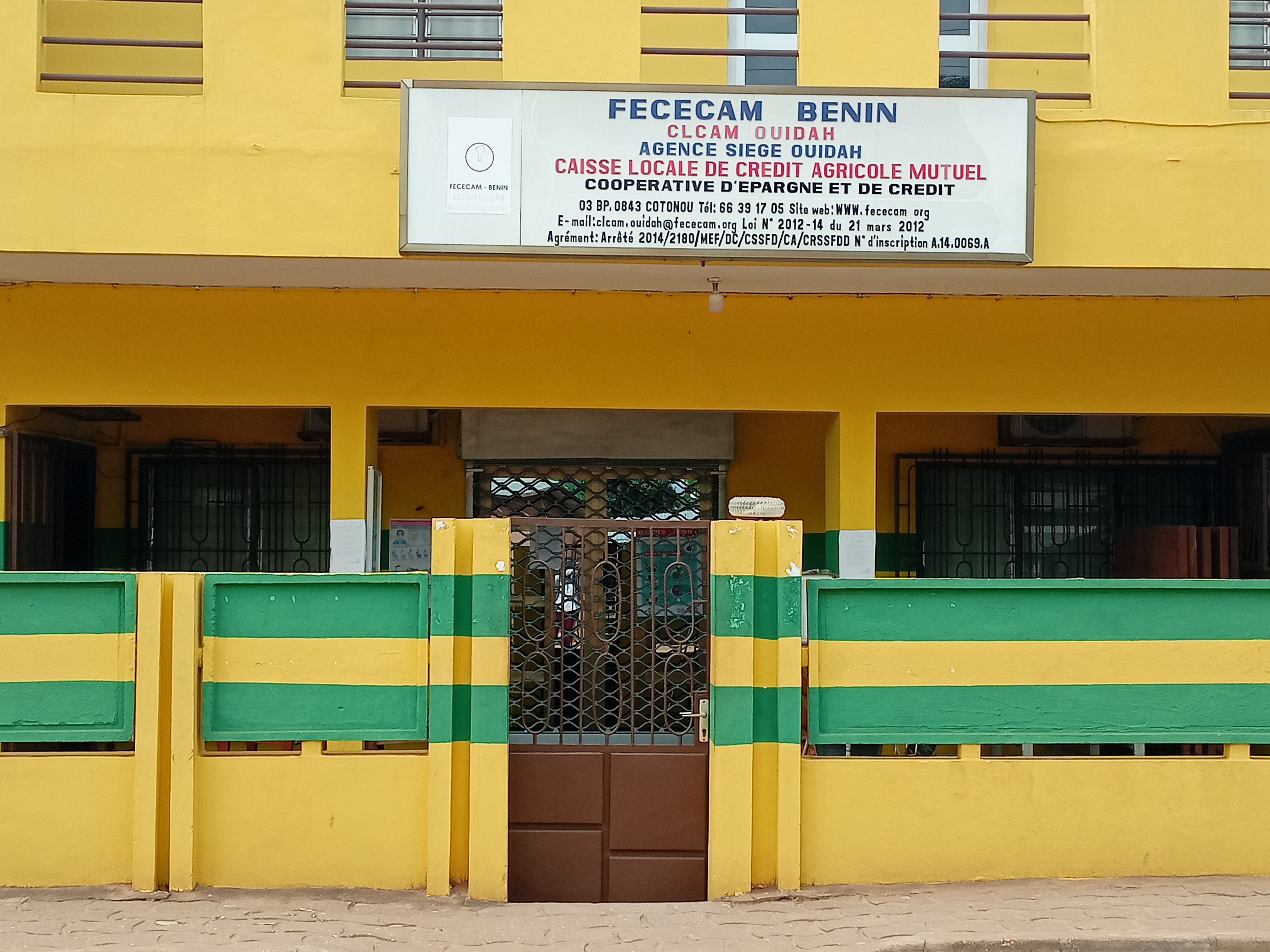
Agencia de crédito local en Ouidah

Desde la transición a un gobierno democrático en 1990, Benín ha experimentado una recuperación económica. Una gran inyección de inversión externa de fuentes tanto públicas como privadas ha aliviado las dificultades económicas de principios de la década de 1990 causadas por la recesión mundial y los precios persistentemente bajos de las materias primas (aunque este último sigue afectando a la economía). El sector manufacturero se limita a cierta industria ligera, que se dedica principalmente al procesamiento de productos primarios y la producción de bienes de consumo. En el 2017 se comienza la construcción de un proyecto hidroeléctrico en conjunto con el vecino Togo pretende reducir la dependencia de Benín de la energía importada principalmente de Ghana, que actualmente representa una proporción significativa de las importaciones del país.
El sector de servicios ha crecido rápidamente, estimulado por la liberalización económica y la reforma fiscal, y como resultado, el uso de tecnología moderna, como automóviles y computadoras, ha crecido considerablemente. La pertenencia a la Zona del Franco CFA ofrece una estabilidad monetaria razonable, así como acceso al apoyo económico francés. Benín vende sus productos principalmente a Francia y, en menor cantidad, a los Países Bajos, Corea del Sur, Japón e India. Francia es la principal fuente de importaciones de Benín. Benín también es miembro de la Comunidad Económica de los Estados de África Occidental (ECOWAS).
A pesar de su rápido crecimiento, la economía de Benín sigue estando subdesarrollada y depende de la agricultura de subsistencia, la producción de algodón y el comercio regional. El crecimiento de la producción real promedió un sólido 5% desde 1996, pero un rápido aumento de la población compensó gran parte de este crecimiento en relación con los ingresos per cápita. La inflación ha disminuido en los últimos años. Las actividades comerciales y de transporte, que constituyen una gran parte del PIB, son vulnerables a los acontecimientos en Nigeria, en particular a la escasez de combustible.
Aunque los sindicatos en Benín representan hasta el 75% de la fuerza laboral formal, la Confederación Sindical Internacional (ITCU) ha señalado que la gran economía informal contiene problemas persistentes, incluida la falta de igualdad salarial para las mujeres, el uso del trabajo infantil, y el problema persistente del trabajo forzado.
En diciembre de 2014, la Oficina de Asuntos Laborales Internacionales emitió una Lista de bienes producidos por trabajo infantil o trabajo forzoso en la que se mencionaba a la República de Benín entre otros 74 países donde se observaron casos significativos de trabajo infantil. Dos productos principales implicaron tales condiciones de trabajo en Benín: el algodón y granito triturado.

## Agricultura
Benín produjo, en 2018:
- 3,8 millones de toneladas de mandioca (el 17º productor mundial);
- 2,7 millones de toneladas de ñame (cuarto productor más grande del mundo, sólo superado por Nigeria, Ghana y Côte d'Ivoire);
- 1,5 millones de toneladas de maíz;
- 758 mil toneladas de algodón (duodécimo productor mundial);
- 598 mil toneladas de aceite de palma;
- 459 mil toneladas de arroz;
- 372 mil toneladas de piña;
- 319 mil toneladas de sorgo;
- 253 mil toneladas de tomates;
- 225 mil toneladas de maní;
- 221 mil toneladas de soja;
- 215 mil toneladas de anacardo (quinto mayor productor del mundo, perdiendo solo frente a Vietnam, India, Costa de Marfil y Filipinas);

Además de pequeñas producciones de otros productos agrícolas.